# Île Saint-Christophe
Île Saint-Christophe är en ö i Kanada.   Den ligger i provinsen Québec, i den sydöstra delen av landet, 260 km öster om huvudstaden Ottawa. Ön ligger i deltat vid floden Rivière Saint-Maurices mynning i Saint Lawrencefloden.
Runt Île Saint-Christophe är det ganska glesbefolkat, med 25 invånare per kvadratkilometer.